# Monasterio de San Tadeo
El monasterio de San Tadeo (armenio Սուրբ Թադէոս  վանք - Sourb Tadeos Vank; azerí: قره کیلسه - ; persa - Ghareh keliseh) también conocido como Kara Kilise, es un antiguo monasterio armenio localizado en las montañas de la provincia iraní de Azerbaiyán Occidental, a 20 kilómetros de Maku.

## Historia y arquitectura
Uno de los doce apóstoles, San Judas Tadeo fue martirizado mientras difundía el evangelio. Este santo es venerado por la iglesia armenia. La leyenda indica que la iglesia dedicada a él fue la primera construida en el sitio en el 68.
No se conserva mucho de la iglesia original, la cual fue extensamente reformada en 1329 tras la destrucción sufrida por un terremoto en 1319. Alguna de las partes han sobrevivido del siglo X.
La mayoría de la presente estructura data de principios del siglo XIX cuando el príncipe kayar Abbas Mirza ayudó a la renovación y reparación del complejo. Las renovaciones del siglo XIX fueron realizadas en arenisca tallada mientras que las partes más antiguas eran piedras blancas y negras, de ahí su nombre turcoKara Kilise, la iglesia negra. 
Un muro fortificado rodea la iglesia u los edificios abandonados del monasterio
En julio de 2008, el monasterio de San Judas Tadeo fue incluido en la lista del Patrimonio de la Humanidad por la UNESCO junto con otra serie de conjuntos monásticos.

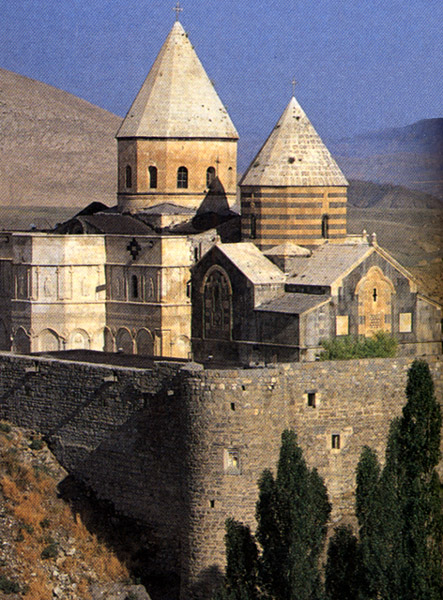
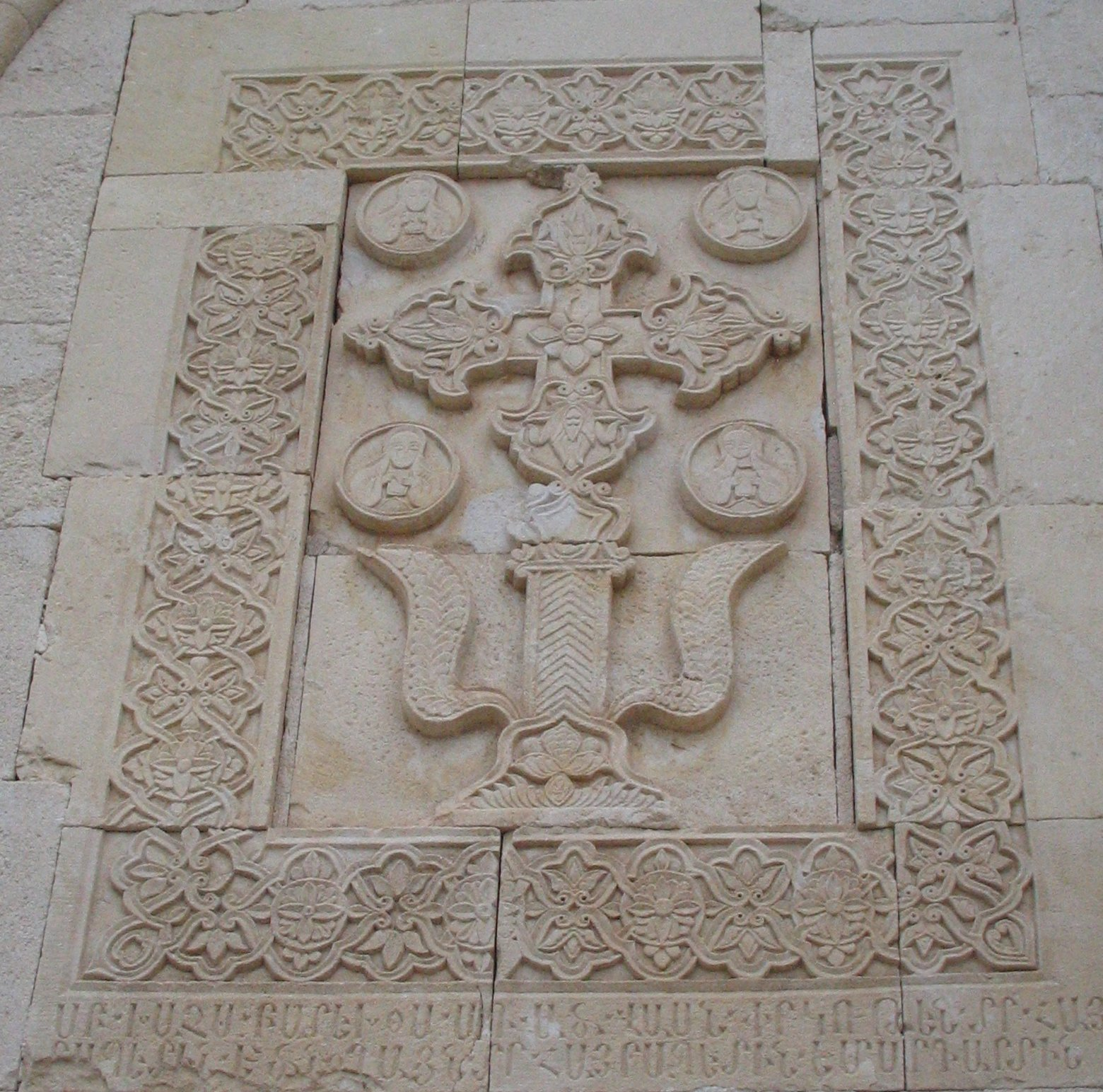
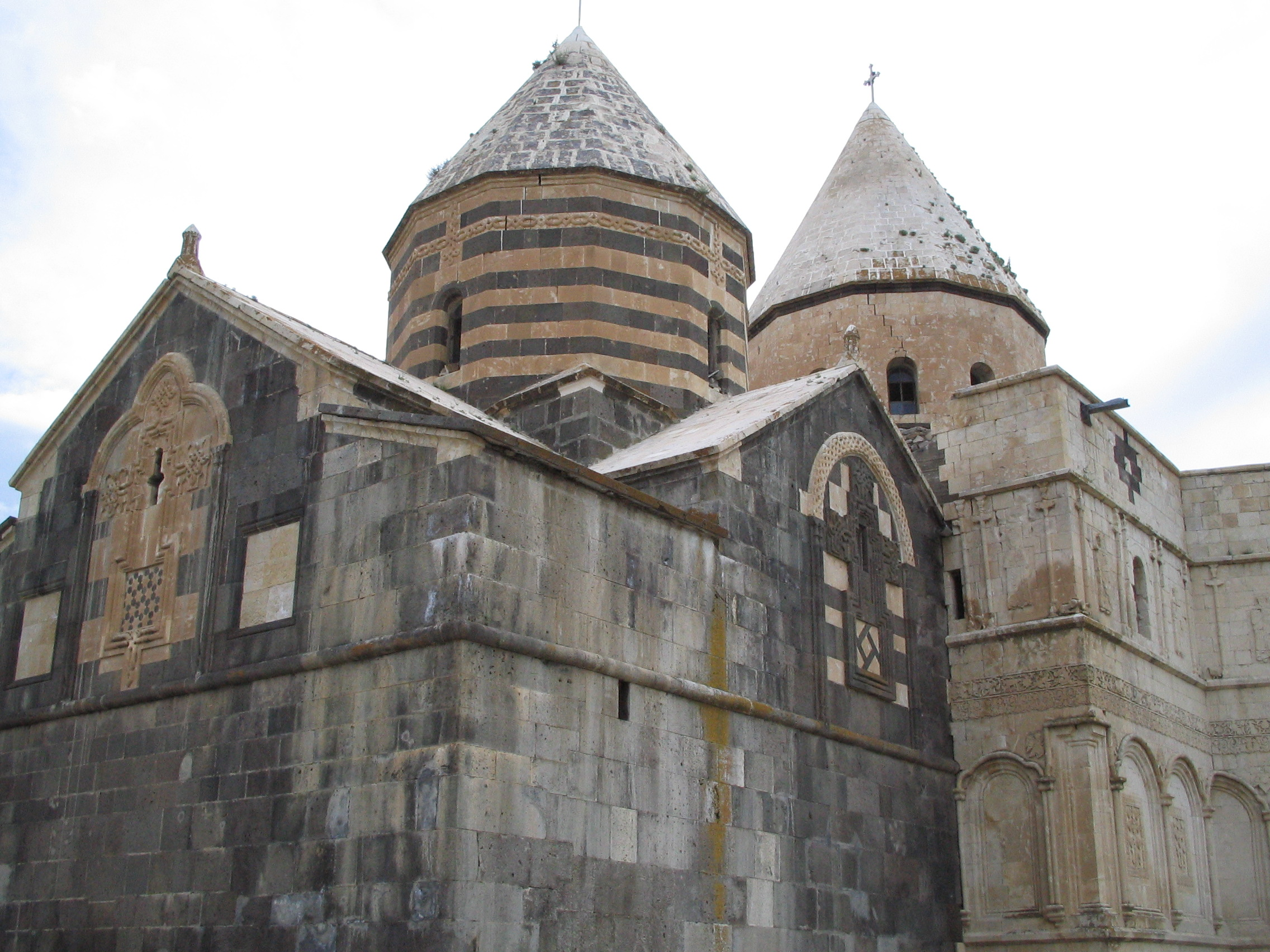
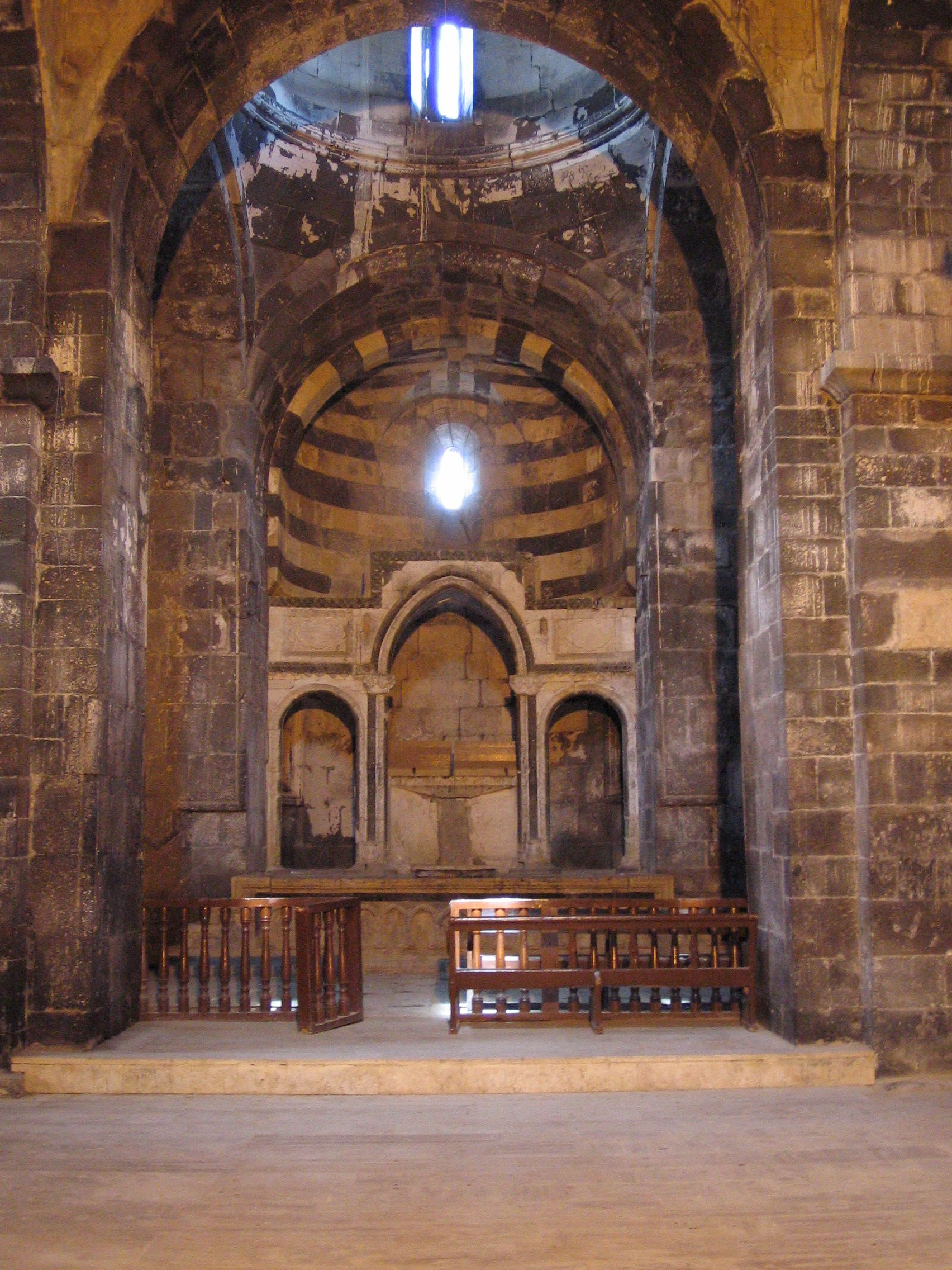

## Servicios religiosos
En la actualidad solo se celebra un servicio religioso al año coincidiendo con el día de San Judas Tadeo a principios de julio, el cual es atendido por peregrinos armenios que proceden de todo Irán. Desde el establecimiento de la República Islámica de Irán los cristianos tienen permitida la entrada a la iglesia durante las celebraciones.